# Веље (Печорски рејон)
Веље (рус. Велье) малено је слатководно ледничко језеро у западном делу Псковске области, на крајњем западу европског дела Руске Федерације. Налази се у јужном делу Печорског рејона. Кроз језеро протиче река Налица, лева притока реке Вруде, прек које је језеро повезано са сливом Великаје, односно са басеном реке Нева и Балтичким морем.
Акваторија језера обухвата површину од свега 1,8 км². Максимална дубина језера је 3,8 метара, просечна око 1,5 метара. Површина сливног подручја језера је око 19,53 км².
На источној обали језера налазе се спортско рекреациони центар и село Веље.